# Carrer Bon Aire (Sant Pere Pescador)
El Carrer Bon Aire, o Carrer del Bonaire, és un carrer del nucli històric de Sant Pere Pescador (Alt Empordà) situat entre la plaça Major i el carrer del Mar, a poca distància al sud-est de l'antic nucli fortificat. Diversos edificis d'aquest carrer estan inclosos en l'Inventari del Patrimoni Arquitectònic de Catalunya. En el nucli antic de Sant Pere Pescador hi ha algunes cases dels segles XVI, XVII i XVIII amb interessants elements arquitectònics. Amb l'acabament de les guerres remences la vila de Sant Pere Pescador s'expandí més enllà del nucli fortificat al centre on hi havia l'església de Sant Pere i la casa Caramany, sobretot vers migdia on es formà un extens barri entre la muralla i el riu. El carrer Bon aire és un clar exemple d'aquesta expansió extramurs.

## Casa al número 7
Casa cantonera amb els carrers del Bon Aire i del Príncep. És un edifici de planta rectangular, format per tres crugies, amb la coberta de dues vessants de teula. Està distribuït en planta baixa i dos pisos. La façana principal presenta obertures rectangulars, emmarcades amb carreus de pedra, amb les llindes planes i els ampits motllurats. De la planta baixa destaca el portal d'accés, molt senzill, que té integrada una imposta decorada amb rosetes de pedra. A la primera planta destaca el balcó central, amb llosana motllurada i barana de ferro. La façana lateral té totes les finestres bastides amb carreus de pedra, excepte la finestra balconera del pis superior, d'arc de mig punt bastit amb maons. Tota la construcció està arrebossada, amb les cantonades bastides amb carreus ben desbastats.

## Casa al número 8
L'habitatge del carrer Bon aire 8 és un immoble originari del segle xviii amb reformes posteriors, com ho testimonia la data de 1751 que s'aprecia inscrita a la llinda de la porta principal. L'edifici formava part d'una gran finca que va ser dividida posteriorment i que tenia en origen la façana principal al carrer Hospital. L'any 2002 va ser adquirida per una parella d'anglesos que van endegar un projecte de reforma interior sota la direcció de l'arquitecte Xavier Alarcón i Clascà. També es va restaurar la façana que estava força malmesa.
És un edifici entre mitgeres de planta irregular, format per tres cossos adossats. L'edifici principal té la coberta de dues vessants de teula. Està distribuït en planta baixa i dos pisos. La façana principal presenta obertures rectangulars, emmarcades amb carreus de pedra, i amb les llindes planes. En canvi, el balcó del pis superior està bastit amb maons. A la planta baixa hi ha el portal d'accés, amb un gravat a la llinda de difícil interpretació, encara que possiblement correspongui a la data 1751. A la primera planta destaca el balcó principal, amb la llosana motllurada. El parament és bastit amb pedres i còdols de diverses mides i maons, lligats amb morter. L'interior de l'edifici presenta, a la planta baixa, sostres coberts amb voltes de maó pla rebaixades i amb llunetes i sostres embigats amb solera de fusta. A la part posterior de l'edifici principal hi ha els altres dos cossos adossats, de planta rectangular, formats per dues plantes i amb la coberta a un sol vessant.

## Casa al número 12
És un edifici de planta rectangular de dos cossos adossats, que forma cantonada amb un passatge sense sortida. L'edifici principal està distribuït en planta baixa i dos pisos, amb la crugia posterior un nivell més alta que la resta. Ambdues presenten la coberta plana, utilitzada com a terrat. A la part posterior se li adossa un cos rectangular de pedra distribuït en dues plantes, amb la coberta a dues vessants de teula. També s'hi localitza un jardí. La façana principal presenta, a la planta baixa, dos grans portals d'arc rebaixat, emmarcats amb pedra. El principal presenta un escut gravat amb tres destrals a la llinda. Al primer pis, un balcó corregut amb barana treballada, amb dos finestrals de sortida amb guardapols d'obra decorat. A la segona planta hi ha dues finestres reformades que repeteixen el guardapols anterior. La façana està rematada amb la balustrada que delimita el terrat, la qual es repeteix a tot l'edifici, altell inclòs. La resta del parament de la façana està arrebossat i pintat de blanc.

## Casa al número 18

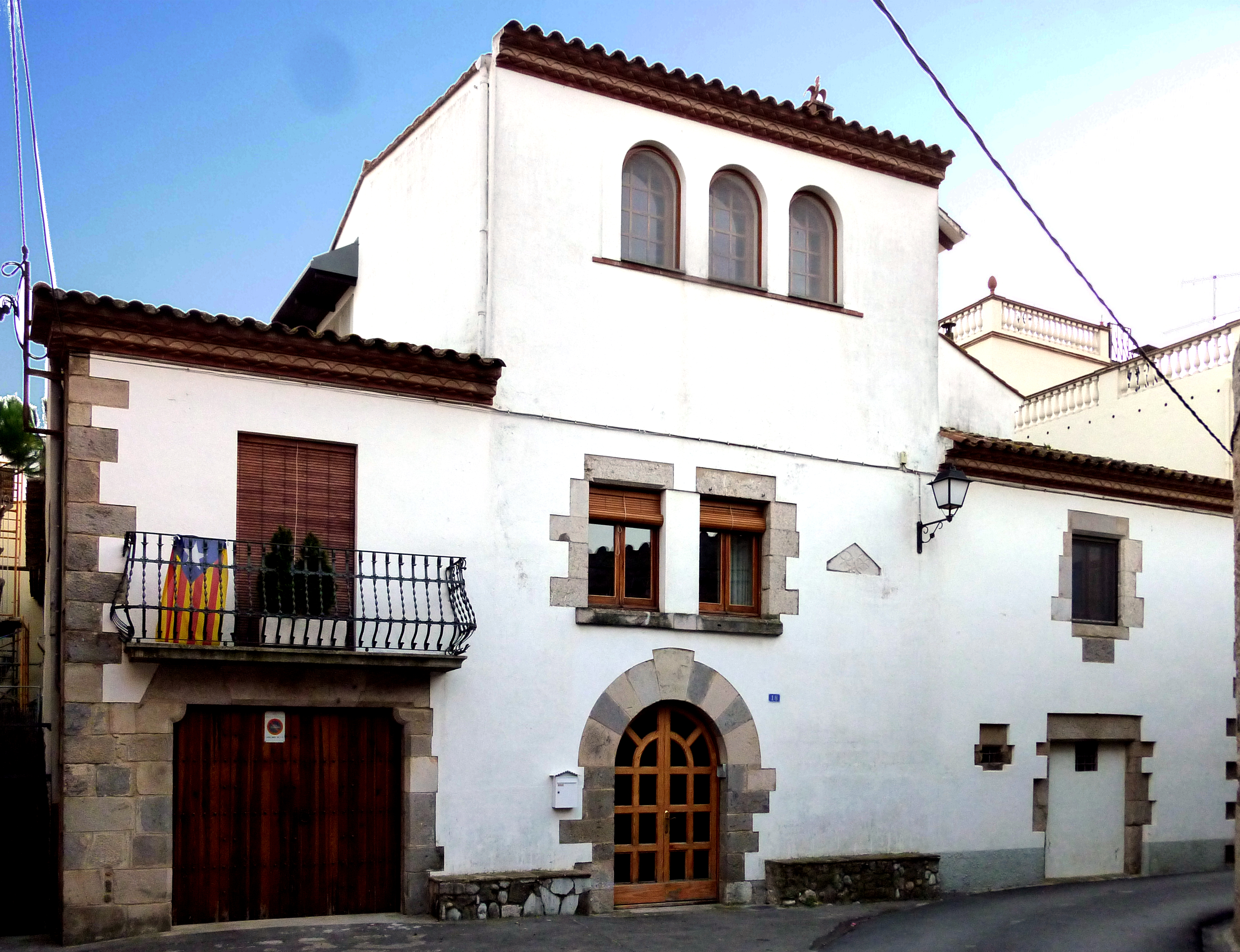

Can Cruset és un edifici de planta rectangular de tres cossos adossats amb un llarg passadís lateral sense sortida. L'habitatge del carrer Bon Aire 18 és possiblement originari del segle xvii amb reformes i ampliacions posteriors. En una de les llindes s'observa la data de 1618 i en una altra 1730. El cos principal presenta la coberta a dues vessants de teula i està distribuït en planta baixa i dos pisos, mentre que els laterals només tenen una planta, amb teulada a un sol aiguavés. A la part posterior hi ha una terrassa al nivell del primer pis i un cos de tres plantes, a un sol vessant, a l'altre costat de l'edifici. La façana principal presenta un gran portal de mig punt adovellat, i als costats, dos portals rectangulars amb les llindes planes inscrites. En una apareix l'any 1618 envoltant una creu, i amb unes tisores a la part superior, probablement un símbol gremial. L'altra: "1730 · JOAN TASSIS A 20 AGO · NARSIS 16M69 TASIS". La resta d'obertures són rectangulars i estan emmarcades amb carreus de pedra, exceptuant les tres finestres de mig punt de la segona planta. A la façana lateral hi ha tres llindes més decorades, dues amb un escut central i l'altra amb una inscripció pràcticament il·legible. La resta del parament està arrebossat i pintat de blanc.

## Casa al número 20

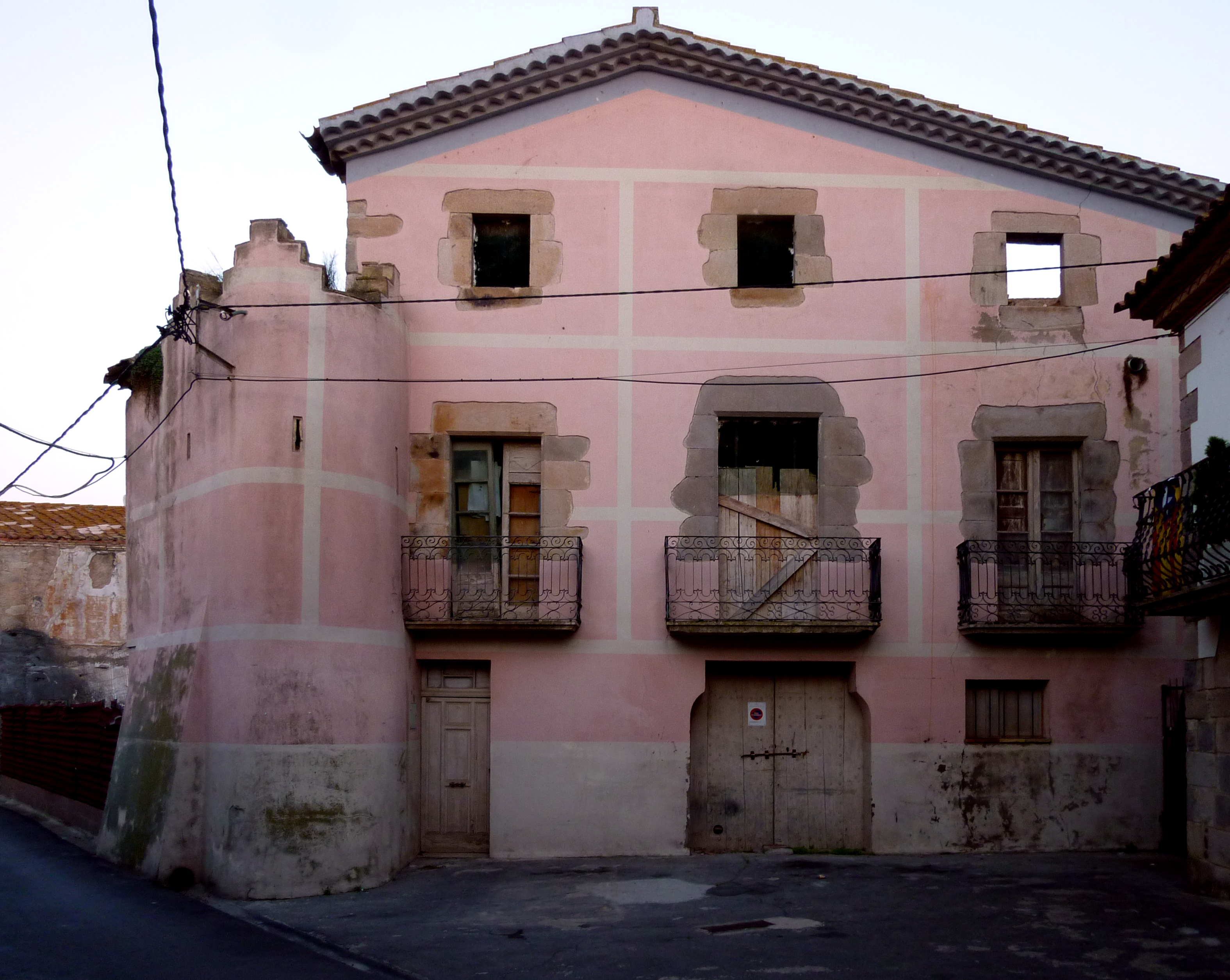

L'habitatge del carrer Bon Aire 20 és possiblement originari del segle XVIII-XIX amb reformes i ampliacions posteriors. Edifici de planta rectangular, format per tres crugies, amb la coberta de dues vessants de teula. Està distribuït en planta baixa i dos pisos i presenta una torre de planta ovalada a la cantonada nord. Presenta el coronament emmerletat, el basament atalussat i tres obertures a manera d'espitlleres. Totes les obertures de la façana principal són rectangulars, als pisos superiors emmarcades amb gran carreus de pedra i llindes planes. A la planta baixa destaca el portal d'accés al garatge, amb les impostes marcades. Al primer pis hi ha tres balcons exempts,amb baranes de ferro treballades. A la segona planta hi ha tres finestres rectangulars amb els ampits motllurats. Tant la façana com la torre estan arrebossades i pintades de color rosat, amb unes línies blanques en sentit horitzontal i vertical. La construcció és bastida amb pedra i maons lligats amb morter de calç. Al lateral de l'edifici hi ha un jardí allargat i dos cossos més, un d'ells adossat a la casa.